# Kanton Levallois-Perret-Nord
Der Kanton Levallois-Perret-Nord war von 1967 bis 2015 ein französischer Wahlkreis im Arrondissement Nanterre, im Département Hauts-de-Seine und in der Region Île-de-France; sein Hauptort war Levallois-Perret.

## Gemeinden
Der Kanton bestand aus Teilen der Städte Clichy und Levallois-Perret. Im Kanton lebten etwa 14.700 Einwohner von Clichy und etwa 34.000 Einwohner von Levallois-Perret.
| Gemeinde         | Einwohner Jahr | Fläche km² | Bevölkerungsdichte | Code INSEE | Postleitzahl |
| ---------------- | -------------- | ---------- | ------------------ | ---------- | ------------ |
| Clichy           | 59.255 (2013)  | –          | – Einw./km²        | 92024      | 92110        |
| Levallois-Perret | 65.264 (2013)  | –          | – Einw./km²        | 92044      | 92300        |

## Bevölkerungsentwicklung
| 1990   | 1999   | 2008   |
| ------ | ------ | ------ |
| 39.796 | 40.400 | 47.249 |